# Lior Navok

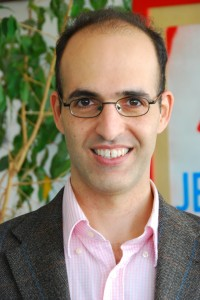
Lior Navok (2014)

Lior Navok (* 6. September 1971 in Tel-Aviv) ist ein israelischer Komponist und Dirigent.
Lior Navok studierte an der Rubin Musikakademie in Jerusalem und am New England Conservatory of Music in Boston. Seine Werke wurden in bedeutenden Musikfestivals aufgeführt, unter anderem im Tanglewood Sommerfestival, im Aspen Musikfestival, im Zelt-Musik-Festival und in der Konzertserie Begegnungen 1999 in Innsbruck. Darüber hinaus wurde er mit vielen Preisen ausgezeichnet, darunter der Preis der Lili Boulanger Gedächtnisstiftung.
Aufsehen erregte Lior Navok durch sein Bühnenwerk The Little Mermaid, welches auf Hans Christian Andersens Kindergeschichte Die kleine Meerjungfrau basiert. Die Tanzgruppe inFlux produzierte eine Aufführung mit Lior Navoks 2006 komponiertem Werk The Old Photobox.
Lior Navoks Schaffen steht nicht unmittelbar in einer jüdisch klassischen Ästhetik, sondern beinhaltet vielfältige stilistische Einflüsse. In mehreren Werken setzt er sich aber mit der Thematik des Holocaust auseinander, etwa in And the Trains Kept Coming... (2007).

## Kompositionen

### Bühnenwerke
- An unserem Fluss (2013) Kammeroper – ca. 93' – Besetzung: 12 Sänger und Kammerorchester. Uraufführung: Oper Frankfurt, Bockenheimer Depot, 31. Mai 2015.
- Die kleine Meerjungfrau (2007) – ca. 36' – Besetzung: Schauspieler/Erzähler; 2 Klaviere; Flöte, Klarinette, Schlagzeug und Streichquintett (oder Streichorchester)
- Die Wette Kammeroper nach Anton Tschechow (2012) – ca. 90' – Besetzung: 5 Sänger und Kammerorchester.
- Pinocchios Abenteuer (2009) – ca. 62' – Besetzung: drei Schauspieler, Holzbläserquintett und Klavier.

### Symphonische Werke
- And the Trains Kept Coming... – (2007) ca. 44' – Oratorium für Tenor, Bassbariton, Knabensopran, Chor und Orchester
- Aurora Borealis – (2008) ca. 12' – für Kammerorchester
- Between Two Coasts – (2009) ca. 12' – für Streichorchester
- First-Fruits - a Symphonic Prelude – (1997) ca. 12' – für Symphonieorchester
- Gitarrenkonzert – (2010) ca. 21.5' – für Gitarre und Orchester
- Klarinettenkonzert – (1996) ca. 22' – für Klarinette solo; 2 Flöten; 2 Oboen; 2 Fagotte; 2 Hörner; 2 Trompeten; 2 Schlagzeuge; Streicher
- ...of weaving the shadowed waves – (2003) ca. 7.5' – für 2 Marimbas und Kammerorchester
- Symphonic Bagatelles – (2000) ca. 18' – für Symphonieorchester
- The Spanish Songs – (1998) ca. 11'-- für Sopran, Fagott und Kammerorchester
- Upon Hearing the Shimmering Lanterns – (1997) ca. 10' – für Symphonieorchester

### Blasmusikwerke
- Gleams from the Bosom of Darkness – (2002) ca. 18' – für Sinfonisches Blasorchester und Chor, oder Vokalensemble
- Tetris – (2009) ca. 18' – Dezett - für 2 Flöten; 2 Oboen; 2 Klarinetten; 2 Fagotte; 2 Hörner;

### Chorwerke
- It Is Winter That We Dream Of Spring – (1997) ca. 4' – für gemischten Kammerchor
- Meditations Over Shore – (1997) ca. 4' – für Solistenquartett, doppelten Kammerchor, doppelten Chor, Harmonium, 2 Schlagzeuge und Klavier
- Nocturne – (1999) ca. 9' – für 12 Stimmen (SATB), Sopransaxophon, Klarinette, Gitarrenharfe und Schlagzeug
- Three songs – (1994) ca. 20' – für gemischten Kammerchor

### Gesangswerke
- A Dome of Many-Coloured Glass – (2002) ca. 10' – für Tenor und Klavier
- A'l Mishcavi Baleylot (Upon my bed by night) – (1992) ca. 5' – für Sopran und Harfe
- Bestiarius – (1995) ca. 11' – für Alt/Mezzosopran solo, Flöte/Piccolo, Klarinette, Fagott; Violine, 2 Schlagwerke und Cembalo
- Dialogues – (1999) ca. 11' – für Sopran und Schlagwerk
- Die Schneiderin Lied – (2009) ca. 3.5' – für Alt und Klavier
- Found in a Train Station – (2007) ca. 12' – für Sopran, Mandoline, Violine, Cello und Klavier
- Kopenhagen Lieder – (2009) ca. 7' – für Alt und Klavier
- Spring Calls – (2006) ca. 10' – für Soprano, Flöte, Viola, Violoncello und Harfe
- The Sea of Sunset – (1997) ca. 7' – für Sopran, Posaune, Kontrabass und Klavier
- Three songs – (1995) ca. 10' – für Sopran und Klavier

### Kammermusikalische Werke
- After a tango – (1995) ca. 16' – für 3 Blockflöten, Klarinette, Trompete, Posaune, Gitarre, Schlagzeug, Violine, Kontrabass
- Arabesque – (2005) ca. 10' – für Altblockflöte, Barockcello und Cembalo
- At the Edge of a Spiral – (2004) ca. 10' – für Klavier vierhändig
- Blurred Formations – (2002) ca. 5' – für Gitarre und Akkordeon
- Capriccio – (2002) ca. 10' – für Flöte und Violine
- Elegy to the Future – (2001) ca. 13' – für Piccolo/Altflöte; Klarinette; Violine; Violoncello; Schlagzeug; Klavier
- Flashes of decay  (1996)   – (1996) ca. 12' – für Flöte/Piccolo; Englischhorn; Klarinette/Bassklarinette; Horn; Tuba; 2 Schlagzeuge; Harfe; Klavier
- Frozen Junctions – (2010) ca. 10' – für Vibraphon, Bratsche und Klavier
- Hidden Reflections – (1996) ca. 15' – für Altsaxophon oder Klarinette und Klavier
- Hope Cycles (String Quartet no. 2) – (2004) ca. 24' – für Streichquartett
- Humoresque – (1995) ca. 5' – für Klarinette und Klavier
- Like a Whirling Sand Clock – (2006) ca. 10' – für Klarinette, Violoncello und Klavier
- Little Suite – (2006) ca. 12' – für Klarinette, Violine, Viola und Violoncello
- Mysterious Pond – (2004) ca. 10' – für Flöte, Oboe und Klavier
- Piano Quintet – (2000) ca. 18' – für 2 Violinen, Viola, Violoncello und Klavier
- Piano Trio – (1999) ca. 22' – für Violin, Violoncello und Klavier
- Quartet for flute, clarinet bassoon and harp – (1994) ca. 27'
- Saxophone Quartet – (1999) ca. 10' – für Sopran-, Alt-, Tenor und Baritonsaxophon
- Sextet – (1998) ca. 22' – für Flöte/Piccolo/Bassflöte; Klarinette/Bassklarinette; Violin; Violoncello; Schlagzeug; Klavier
- Six short stories for Woodwind Quintet – (1996) 12' – für Flöte/Piccolo; Oboe; Klarinette; Horn; Fagott
- Three Episodes for Chamber Ensemble – (1997) ca. 12' – für Flöte; Oboe; Klarinette; Fagott; Horn; Schlagzeug; Klavier; Violin; Viola; Violoncello und Kontrabass
- Three Winged Movements – (2003) 12' – für Flöte und Klavier
- Trio for Clarinet, Bassoon and Horn – (2001) ca. 5' – für Klarinette, Fagott und Horn
- V5 - Quintet for Vibraphone and String Quartet – (1995) ca. 16' – für Vibraphon; 2 Violinen; Viola; Violoncello
- Veiled Echoes – (2000) ca. 15' – für Flöte, Viola und Harfe
- Violin Sonata – (2004) ca. 18' – für Violine und Klavierduo
- Voices from India (Streichquartett Nr. 1) – (1997) ca. 17' – für Streichquartett
- Whispered Questions (Streichquartett Nr. 3) – (2010) ca. 17' – für Streichquartett

### Elektroakustische Werke
- Through the Alleys of Time – (2007) ca. 22' – für Gitarre und live Elektronik

### Solistische Instrumentalwerke
- Dunes – (2005) ca. 5' – für Flöte solo
- East of the Cane Fields – (2001) ca. 8' – für Harfe solo
- Fantasy – (1998) ca. 5' – für Cello solo
- Meditation – (2000) ca. 5' – für Gitarre solo
- Periscopes – (2009) ca. 30' – für Klavier solo
- Prelude for Harpsichord solo – (1995) ca. 5' – für Cembalo
- Remembrances of Jerusalem – (1995) ca. 11' – für Gitarre solo
- Rosewood Staircase – (2000) ca. 6' – für Marimba solo
- Six for a Dance – (2000) ca. 3' – für Gitarre solo
- Six pieces for horn solo – (1995) ca. 15' – für Horn solo
- Speak Low! – (1998) ca. 12' – für Kontrabass solo
- Ten Bagatelles – (2000) ca. 18' – für Klavier solo
- The Old Photo Box – (2006) ca. 58' – für Klavier solo

### Diskographie
- Hidden Reflections (1996)
- Meditations Over Shore (2001)
- The Old Photo Box (2008)
- The Natives Are Restless (2010) [mit Butterfly Effect Ensemble]
- Urban Nocturnes (2011)
- Music and Poetry – face to face (2011) [mit D. Nurkse]
- Chimera (2013) [mit Butterfly Effect Ensemble]